# Roumel Reaux
Roumel Reaux ist ein US-amerikanischer Theaterschauspieler, Musicaldarsteller, Choreograf, Balletttänzer und Tanzlehrer.

## Leben
Reaux besuchte die South Philadelphia High School. Dort wurde er erstmals zum professionellen Tanzen animiert. An der Point Park University in Pittsburgh erhielt er eine umfangreiche Ballettausbildung. Während seines Studiums trat er mit dem Pittsburgh Ballet Theatre auf und arbeitete mit Tanzgrößen wie Léonide Massine und Ruth Page zusammen. Er verließ das College, um das Harkness House for Ballet Arts in New York City zu besuchen. Nach einem Jahr im Harkness House trat Reaux der Konzerttanzkompanie George Faison Universal Dance Experience bei und wurde später Assistent am Broadway und in den Nationalkompanien des Hit-Musicals The Wiz.
Reaux trat als Gastkünstler bei verschiedenen Konzerttanzkompanien auf, darunter der Nannette Bearden Contemporary Dance Theatre, wo er auch Unterricht gab, mehrere Ballette choreografierte und als Assistenz der Regie fungierte. Als Tanzlehrer unterrichtete er an der Alvin Ailey School, der Baltimore High School für darstellende Künste, der Duke Ellington School für darstellende Künste, dem Marygrove College und dem Lehman College und in ganz Europa. Er wirkte in verschiedenen Funktionen an vielen Theater- und Musicalproduktionen am Broadway mit.
1991 war er in einer Episode der Fernsehserie Der Prinz von Bel-Air zu sehen. 1992 folgte eine größere Rolle im Spielfilm Cosmo. Es sollten seine einzigen Erfahrungen in der Fernseh- und Filmindustrie bleiben. Er arbeitet als Tanzlehrer für die Rod Rogers Dance Company.

## Theater & Musical (Auswahl)
- 1973: Show Boat (Heinz Hall)
- 1973: The Music Man (Heinz Hall)
- 1973: My Fair Lady (Heinz Hall)
- 1973: Applause (Heinz Hall)
- 1973: Kiss Me, Kate (Heinz Hall)
- 1978: Alice (The Forrest Theatre)
- 1978–1979: The Crucifer of Blood (Helen Hayes Theatre)
- 1983: Porgy and Bess
- 1984: West Side Story (Heinz Hall)
- 1984: The Wiz
- 1986: Big Deal (Broadway Theatre)
- 1992–1993: Five Guys Named Moe
- 2005: Uncle Jed's Barbershop

## Filmografie
- 1991: Der Prinz von Bel-Air (The Fresh Prince of Bel-Air) (Fernsehserie, Episode 2x07)
- 1992: Cosmo (Bad Channels)